# Jena (Louisiana)
Jena ist eine Kleinstadt und Verwaltungssitz des La Salle Parish im US-amerikanischen Bundesstaat Louisiana. Das U.S. Census Bureau hat bei der Volkszählung 2020 eine Einwohnerzahl von 4155 ermittelt.

## Geschichte
Die Stadt wurde 1906 gegründet und nach der thüringischen Universitätsstadt Jena benannt, wo genau 100 Jahre zuvor, 1806, Napoleons Truppen einen triumphalen Sieg über Preußen errungen hatten (Schlacht bei Jena und Auerstedt). 
Im September 2007 sorgte der Ort über die Grenzen der USA hinaus für Schlagzeilen. Über 10.000 Menschen demonstrierten dort gegen ein als rassistisch empfundenes Justizurteil gegen sechs schwarze Jugendliche. Vorfälle an einer Schule hatten zuvor für Aufsehen in der kleinen Stadt gesorgt. 
Der Fall wurde insbesondere durch einen Protestsong als „Jena Six“ bekannt, der auf YouTube veröffentlicht wurde.

## Persönlichkeiten
- William Marsh (1944–2022), Kampfsportler, wurde hier geboren